# Xanthi FC Arena
La Xanthi FC Arena (gr. Ξάνθη Αρένα) è un impianto polivalente situato a Pigadia, a 5 km di distanza dalla città di Xanthi. Lo stadio viene usato principalmente per le gare casalinghe dello Xanthī. L'impianto ha una capienza di 7.422 posti (tre tribune), l'80% dei quali è coperto. Lo stadio sorge accanto al centro sportivo dello Xanthi.